# Bajč
Bajč (em húngaro: Bajcs) é um município da Eslováquia, situado no distrito de Komárno, na região de Nitra. Tem 36,48 km² de área e sua população em 2018 foi estimada em 1.236 habitantes.

## Demografia
| Ano:        | 1994 | 2004   | 2014   | 2024   |
| ----------- | ---- | ------ | ------ | ------ |
| Broj ljudi: | 1246 | 1252   | 1253   | 1266   |
| Razlika:    |      | +0,48% | +0,07% | +1,03% |

| Ano:               | 2023 | 2024   |
| ------------------ | ---- | ------ |
| Número de pessoas: | 1262 | 1266   |
| Diferença:         |      | +0,31% |